# Kateřina Smutná
Kateřina Smutná (* 13. Juni 1983 in Jablonec nad Nisou, Tschechoslowakei) ist eine tschechische Skilangläuferin. Zwischen 2006 und 2016 startete sie für Österreich.

## Werdegang
Smutná begann wie ihre Mutter als Kind mit dem Turnsport, entschied sich aber mit elf Jahren lieber Skilanglauf zu betreiben. Ihren ersten internationalen Einsatz hatte Smutná bei den Juniorenweltmeisterschaften 2001 in Karpacz. Dort war ihr bestes Resultat der 41. Platz über die Distanz von 5 Kilometer klassisch. Ein Jahr später in Schonach konnte die Klassikspezialistin über 15 Kilometer klassisch (Massenstart) den 13. Platz belegen. Zu Beginn der Saison 2002/03 wurde Smutná in die tschechische Nationalmannschaft aufgenommen und kam zu ihrem ersten Weltcupeinsatz. Beim Weltcup in Kiruna belegte sie über 5 Kilometer Freistil den 65. Platz unter 73 Starterinnen. Beim Sprintweltcup in Cogne verpasste sie als 33. knapp ihre ersten Weltcup-Punkte. Aufgrund einer Erkrankung im Vorfeld konnte sie bei der Juniorenweltmeisterschaft 2003 in Sollefteå ihr Ergebnis des Vorjahres nicht verbessern. Über 5 Kilometer klassisch wurde sie 16. und im Sprint 18. Trotzdem wurde sie für die Nordischen Skiweltmeisterschaften 2003 im italienischen Val di Fiemme nominiert. Dort belegte sie über 10 Kilometer klassisch als schlechtestplatzierte tschechische Athletin den 51. Platz. Nach diesem schlechten Ergebnis unterstellte ihr der damalige tschechische Trainer Stanislav Frühauf Sabotage und warf sie zwei Tage später aus dem Nationalkader.
Nachdem Smutná 2004 und 2005 nur an kleineren FIS-Rennen teilnehmen konnte, begab sie sich mit ihrem Entdecker und Heimtrainer Radim Duda auf die Suche nach einer neuen sportlichen Heimat. Dabei wurden die beiden im österreichischen Saalfelden fündig. Nachdem auch der österreichische Skiverband Interesse an Smutná bekundet hatte, wurde sie im März 2006 österreichische Staatsbürgerin. Seit der Saison 2006/07 gehört sie zur österreichischen Weltcup-Mannschaft. Schon im November 2006 gelang es ihr, mit Platz 22 beim Sprint in Kuusamo ihre ersten Weltcup-Punkte zu gewinnen. Einen Tag später wurde sie über die Distanz von 10 Kilometer klassisch sogar 17. Ihr bestes Saison-Resultat waren jeweils der zehnte Platz beim Sprint in Otepää und Drammen. Sie beendete die Saison mit Platz 30 in der Gesamtwertung des Sprintweltcups und Platz 41 im Gesamtweltcup. Mit 2007 erfolgte die Aufnahme als Sportsoldatin in das Heeressportzentrum des Österreichischen Bundesheers. Bei den Nordischen Skiweltmeisterschaften 2007 in Sapporo erreichte sie das Halbfinale im Sprintwettbewerb und belegte den elften Platz. In der Saison 2007/08 gelang Smutná beim Sprint in Stockholm mit Platz sieben ihr bis dahin bestes Karriere-Resultat. Die Tour de Ski 2007/08 beendete sie auf den 27. Platz. Nach guten Start in die Saison 2008/09 mit dem siebten Platz im Sprint in Kuusamo erreichte sie bei der Tour de Ski 2008/09 den 23. Platz. Im Januar 2009 erreichte sie mit dem vierten Rang im Sprintbewerb im kanadischen Vancouver ihre beste Weltcupplatzierung. Bei den Nordischen Skiweltmeisterschaften 2009 in Liberec errang sie den 24. Platz über 10 km klassisch. Zum Saisonende belegte sie den 35. Platz beim Weltcupfinale in Falun und erreichte den 24. Platz im Gesamtweltcup und den 13. Rang im Sprintweltcup. Bei ihrer ersten Olympiateilnahme 2010 in Vancouver war der 11. Platz im Sprint ihre beste Platzierung. In der Saison 2010/11 kam sie auf den 37. Platz bei der Nordic Opening in Kuusamo. Bei den Nordischen Skiweltmeisterschaften 2011 in Oslo errang sie den 36. Platz im Sprint und den 15. Platz über 10 km klassisch. In der folgenden Saison erreichte sie den 22. Platz bei der Nordic Opening in Kuusamo und den 33. Rang bei der Tour de Ski 2011/12. In der Saison 2012/13 belegte sie bei der Nordic Opening den 14. Platz und beim Weltcupfinale in Falun den 35. Rang. Ihre besten Platzierungen bei den Nordischen Skiweltmeisterschaften 2013 im Val di Fiemme waren der 13. Platz im Sprint und der 11. Rang mit der Staffel. In der folgenden Saison kam sie bei der Nordic Opening auf den 19. Rang. Ihre besten Resultate bei den Olympischen Winterspielen 2014 in Sotschi waren der 22. Platz über 10 km klassisch und der neunte Rang im Teamsprint. In der Saison 2014/15 startete sie bei Marathonrennen der Ski Classics. Sie siegte beim Prologrennen des La Sgambeda, beim Isergebirgslauf und beim Marcialonga. Des Weiteren belegte sie beim La Sgambeda, beim La Diagonela, beim König-Ludwig-Lauf und beim Birkebeinerrennet den zweiten Platz und erreichte damit den ersten Platz in der Gesamtwertung. Bei den Nordischen Skiweltmeisterschaften 2015 in Falun errang sie den 31. Platz im Sprint. In der folgenden Saison siegte sie beim La Sgambeda und beim Wasalauf. Zudem wurde sie beim La Diagonela und beim Marcialonga jeweils Zweite und beim Kaiser-Maximilian-Lauf Dritte und erreichte zum Saisonende den dritten Platz in der Gesamtwertung der Ski Classics. Nachdem sie seit Beginn der Saison 2016/17 wieder für Tschechien startet, holte sie in der Saison 2016/17 sieben Siege (Prolog in Pontresina, Kaiser-Maximilian-Lauf, La Diagonela, Marcialonga, Toblach–Cortina, Isergebirgslauf, Ylläs–Levi) bei den Ski-Classics. Zudem wurde sie Zweite beim La Sgambeda und beim Årefjällsloppet und erreichte damit den zweiten Platz in der Gesamtwertung. Bei den Nordischen Skiweltmeisterschaften 2017 in Lahti belegte sie den 31. Platz über 10 km klassisch und den 11. Rang mit der Staffel. In der Saison 2017/18 erreichte sie mit fünf zweiten und zwei dritten Plätzen den zweiten Platz in der Ski Classics-Gesamtwertung. Zudem gewann sie den Tjejvasan.
In der Saison 2018/19 gewann Smutná den La Diagonela und errang mit dem zweiten Platz beim Isergebirgslauf und den dritten Platz beim Wasalauf, den dritten Platz in der Gesamtwertung der Ski Classics. Nach Platz zwei beim Prolog in Livigno zu Beginn der Saison 2019/20, wurde sie beim La Diagonela und Wasalauf jeweils Dritte und errang damit den dritten Platz in der Gesamtwertung der Ski Classics.
Smutná gewann seit 2004 bei österreichischen Meisterschaften 22-mal Gold und einmal Silber. Bisher holte sie sieben Siege bei Rennen des Alpencups. (Stand: Saisonende 2014/15)
Nach ihrer aktiven Karriere betreute sie unter anderem die Nordischen Kombiniererinnen des ÖSV in den Saisonen 2022/23 und 2023/24 als Co-Trainerin.

## Erfolge

### Siege bei Worldloppet-Cup-Rennen
Anmerkung: Vor der Saison 2015/16 hieß der Worldloppet Cup noch Marathon Cup.
| Nr. | Datum           | Ort                          | Rennen      | Disziplin                     |
| --- | --------------- | ---------------------------- | ----------- | ----------------------------- |
| 1.  | 25. Januar 2015 | Val di Fiemme / Val di Fassa | Marcialonga | 57 km klassisch Massenstart 1 |
| 2.  | 29. Januar 2017 | Val di Fiemme / Val di Fassa | Marcialonga | 57 km klassisch Massenstart 1 |

### Siege bei Ski-Classics-Rennen
| Nr. | Datum             | Ort                          | Rennen                 | Disziplin                     |
| --- | ----------------- | ---------------------------- | ---------------------- | ----------------------------- |
| 1.  | 11. Januar 2015   | Bedřichov                    | Isergebirgslauf        | 50 km klassisch Massenstart   |
| 2.  | 25. Januar 2015   | Val di Fiemme / Val di Fassa | Marcialonga            | 57 km klassisch Massenstart 2 |
| 3.  | 6. Dezember 2015  | Livigno                      | La Sgambeda            | 24 km klassisch Massenstart   |
| 4.  | 6. März 2016      | Sälen–Mora                   | Wasalauf               | 90 km klassisch Massenstart   |
| 5.  | 27. November 2016 | Pontresina                   | Prolog                 | 8 km klassisch                |
| 6.  | 14. Januar 2017   | Seefeld                      | Kaiser-Maximilian-Lauf | 60 km klassisch Massenstart   |
| 7.  | 21. Januar 2017   | Zuoz                         | La Diagonela           | 50 km klassisch Massenstart   |
| 8.  | 29. Januar 2017   | Val di Fiemme / Val di Fassa | Marcialonga            | 57 km klassisch Massenstart 2 |
| 9.  | 11. Februar 2017  | Toblach                      | Toblach–Cortina        | 50 km klassisch Massenstart   |
| 10. | 19. Februar 2017  | Bedřichov                    | Isergebirgslauf        | 50 km klassisch Massenstart   |
| 11. | 8. April 2017     | Äkäslompolo- Levi            | Ylläs–Levi             | 67 km klassisch Massenstart   |
| 12. | 19. Januar 2019   | Zuoz                         | La Diagonela           | 65 km klassisch Massenstart   |

### Siege bei Continental-Cup-Rennen
| Nr. | Datum             | Ort                     | Disziplin                   | Serie    |
| --- | ----------------- | ----------------------- | --------------------------- | -------- |
| 1.  | 21. Dezember 2006 | Hochfilzen              | 10 km klassisch             | Alpencup |
| 2.  | 18. Dezember 2008 | St. Ulrich am Pillersee | Sprint klassisch            | Alpencup |
| 3.  | 21. Dezember 2008 | St. Ulrich am Pillersee | 7,5 km klassisch            | Alpencup |
| 4.  | 11. Januar 2009   | Reit im Winkl           | Sprint klassisch            | Alpencup |
| 5.  | 19. Dezember 2010 | St. Ulrich am Pillersee | 10 km klassisch Massenstart | Alpencup |
| 6.  | 14. Dezember 2013 | St. Ulrich am Pillersee | 10 km Freistil              | Alpencup |
| 7.  | 15. Dezember 2013 | St. Ulrich am Pillersee | 10 km klassisch Massenstart | Alpencup |

### Sonstige Siege bei Skimarathon-Rennen
- 2016 Gsieser-Tal-Lauf, 42 km klassisch
- 2018 Tjejvasan, 30 km klassisch

## Teilnahmen an Weltmeisterschaften und Olympischen Winterspielen

### Olympische Spiele
- 2010 Vancouver: 11. Platz Sprint klassisch, 29. Platz 15 km Verfolgung, 32. Platz 30 km klassisch Massenstart
- 2014 Sotschi: 9. Platz Teamsprint klassisch, 13. Platz Staffel, 22. Platz 10 km klassisch, 46. Platz 15 km Skiathlon

### Nordische Skiweltmeisterschaften
- 2003 Val di Fiemme:  51. Platz 10 km klassisch
- 2007 Sapporo: 11. Platz Sprint klassisch
- 2009 Liberec: 24. Platz 10 km klassisch
- 2011 Oslo: 15. Platz 10 km klassisch, 36. Platz Sprint Freistil
- 2013 Val di Fiemme:  11. Platz Staffel, 13. Platz Sprint klassisch, 16. Platz Teamsprint Freistil, 18. Platz 15 km Skiathlon
- 2015 Falun: 31. Platz Sprint klassisch
- 2017 Lahti:  11. Platz Staffel, 31. Platz 10 km klassisch

## Statistik

### Weltcup-Platzierungen
Die Tabelle zeigt die erreichten Platzierungen im Einzelnen.
- 1.–3. Platz: Anzahl der Podiumsplatzierungen
- Top 10: Anzahl der Platzierungen unter den ersten zehn
- Punkteränge: Anzahl der Platzierungen innerhalb der Punkteränge
- Starts: Anzahl gelaufener Rennen in der jeweiligen Disziplin
- Hinweis: Bei den Distanzrennen erfolgt die Einordnung gemäß FIS.

| Platzierung               | Distanzrennen a | Distanzrennen a | Distanzrennen a | Distanzrennen a | Distanzrennen a | Skiathlon Verfolgung | Sprint | Etappen- rennen b | Gesamt | Team   | Team    |
| Platzierung               | ≤ 5 km          | ≤ 10 km         | ≤ 15 km         | ≤ 30 km         | > 30 km         | Skiathlon Verfolgung | Sprint | Etappen- rennen b | Gesamt | Sprint | Staffel |
| ------------------------- | --------------- | --------------- | --------------- | --------------- | --------------- | -------------------- | ------ | ----------------- | ------ | ------ | ------- |
| 1. Platz                  |                 |                 |                 |                 |                 |                      |        |                   |        |        |         |
| 2. Platz                  |                 |                 |                 |                 |                 |                      |        |                   |        |        |         |
| 3. Platz                  |                 |                 |                 |                 |                 |                      |        |                   |        |        |         |
| Top 10                    | 1               | 3               |                 |                 |                 | 1                    | 15     |                   | 20     |        |         |
| Punkteränge               | 13              | 30              |                 | 1               |                 | 14                   | 46     | 5                 | 109    |        | 1       |
| Starts                    | 22              | 43              | 5               | 2               |                 | 33                   | 66     | 10                | 181    |        | 1       |
| Stand: Saisonende 2017/18 |                 |                 |                 |                 |                 |                      |        |                   |        |        |         |

### Weltcup-Wertungen
| Saison  | Gesamt | Gesamt | Distanz | Distanz | Sprint | Sprint |
| Saison  | Punkte | Platz  | Punkte  | Platz   | Punkte | Platz  |
| ------- | ------ | ------ | ------- | ------- | ------ | ------ |
| 2006/07 | 101    | 41.    | 34      | 42.     | 67     | 30.    |
| 2007/08 | 110    | 39.    | 24      | 41.     | 70     | 31.    |
| 2008/09 | 324    | 24.    | 136     | 24.     | 156    | 13.    |
| 2009/10 | 210    | 38.    | 52      | 48.     | 158    | 19.    |
| 2010/11 | 133    | 43.    | 59      | 36.     | 74     | 30.    |
| 2011/12 | 233    | 33.    | 80      | 38.     | 135    | 27.    |
| 2012/13 | 316    | 24.    | 120     | 32.     | 160    | 15.    |
| 2013/14 | 150    | 41.    | 83      | 30.     | 43     | 44.    |
| 2014/15 | 29     | 88.    | 29      | 59.     | -      | -      |